# Messier 3

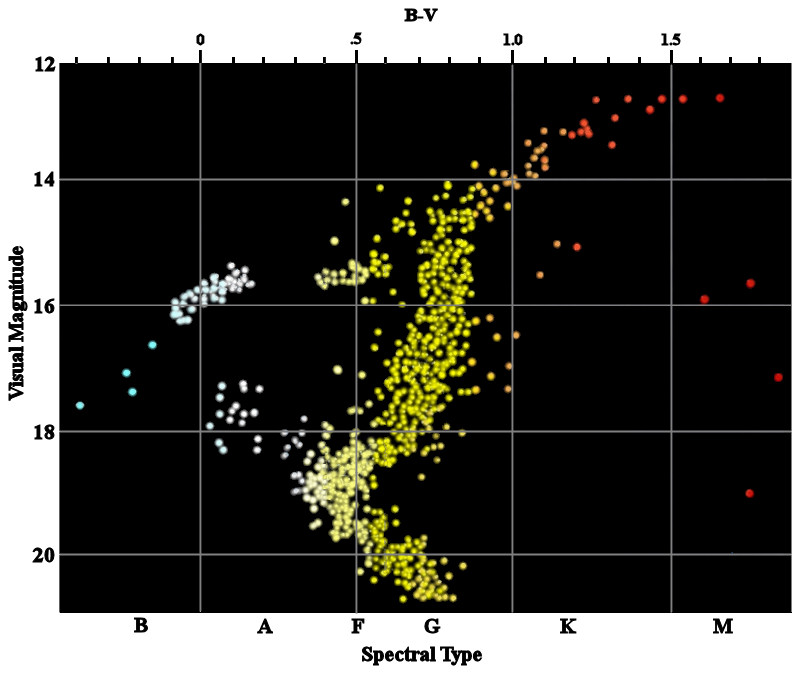
Kleur-magnitude-diagram van M3

Messier 3 (ook M3 of NGC 5272) is een bolvormige sterrenhoop in het sterrenbeeld Jachthonden (Canes Venatici).
M3 is de eerste 'originele' ontdekking door Charles Messier in 1764. Deze bolhoop is een van de grootste en helderste en bestaat uit ongeveer 500 000 sterren. Hij heeft een absolute diameter van 223 lichtjaar, de kern is echter maar 11 lichtjaar of 1,1 boogminuut. De gemiddelde spectraalklasse wordt geschat tussen F2 en F7, wat aan de blauwe kant is voor een bolhoop. In de bolhoop zijn 212 veranderlijke sterren ontdekt, waaronder 170 RR Lyrae-sterren, die op een soortgelijke manier als de Cepheïden gebruikt kunnen worden om de afstand te bepalen.
M3 heeft een schijnbare magnitude van 6,2, waardoor hij bij zeer gunstige omstandigheden zichtbaar is voor het blote oog. Een verrekijker of kleine telescoop laat de bolhoop als wazige vlek zien. Om de sterren in de kern te kunnen onderscheiden is een telescoop met een diameter van minstens 30 cm nodig.

## NGC 5263
Ongeveer een halve graad ten westen van Messier 3 is het sterrenstelsel NGC 5263 te vinden.

## HD 119081
Ten zuidwesten van Messier 3 en ten zuidzuidoosten van het sterrenstelsel NGC 5263 bevindt zich de dubbelster HD 119081 met magnitude +6. Deze dubbelster werd in 1913 opgenomen in Sherburne Wesley Burnham's catalogus van sterren met een aanzienlijke eigenbeweging. Amateurastronomen kunnen HD 119081 aanwenden als gids-dubbelster om zowel Messier 3 als het sterrenstelsel NGC 5263 op te sporen.